# بورآلان
بورآلان دشت و منطقه کوهستانی است که در شمال شهرستان ماکو، در استان آذربایجان غربی و در نزدیکی مرز ایران با جمهوری آذربایجان و ترکیه واقع شده است. بورالان یکی از مناطق گردشگری شهرستان ماکو است. دشت وسیعی که از دامنه کوه آرارات شروع می‌شود و به سواحل رود ارس می‌رسد. این منطقه با دو کشور مرز مشترک دارد. در این دشت بیش از ۳۳ روستا وجود دارد. از جاذبه‌های گردشگری این منطقه می‌توان به سواحل ارس، چشمه ثریا و دامنه‌های کوه آرارات اشاره کرد.